# Adelchis
Adelchis I o Adelgis I (?-861), Comte de Parma (830-861) i Comte de Cremona (841-861). Era el segon fill de Suppó I. D'acord amb els registres històrics, va succeir al seu germà Mauring l'any 824, després que aquest moris inesperadament. El seu rang d'actuació principal es va situar a Aemilia i l'est de Llombardia. El va succeir Lambert I de Nantes l'any 834] en el Ducat de Spoleto. Es va casar amb una dona de nom i orígens desconeguts amb la que va tenir tres fills: Suppo II (?-879), que fou duc de Spoleto; Egfred; i Arding.